# منتخب الدنمارك لكرة اليد للناشئين
منتخب الدنمارك لكرة اليد للناشئين هو ممثل الدنمارك الرسمي في المنافسات الدولية في كرة اليد للناشئين
.